# 児島市
児島市（こじまし）は、かつて岡山県南部にあった市である。1967年（昭和42年）2月1日に倉敷市・玉島市と合併し廃止された。現在は同市の児島地域となり、倉敷市役所児島支所が置かれている。

## 歴史
児島の位置する児島半島は古代、吉備の児島として知られる瀬戸内海に浮かぶ島であり、児島の北側の本州と挟まれた海域は吉備の穴海または吉備の中海と呼ばれ、瀬戸内海の主要な航路の一つであった。
古代から中世以降の歴史を見ると、当初は中海をルートとする児島北側の航路（北航路）に面する林などの地域が開けていくが、北岸の中海は中世中頃には高梁川などの堆積作用により航路としての機能が低下し始める。その結果、それまでの北航路に代わり児島南側の航路（南航路）の重要性が高まっていき、それにつれ児島の重心も南航路に面する南岸、とりわけ、すでに中世から開けていた下津井などを中心とした地域に移動していったと考えられている。
近世には、中海の干拓により岡山平野と陸続きの半島となり北航路が消滅し、その流れは決定的になる。同時に、児島は四国に最も隣接する本州の一部としても重要性を高めていき、近世江戸時代には金比羅詣のブームを受けて全国から四国への旅人が往来する地となった。
海を通して人や物が多量に往来する地域となるこの時期には、先史時代からの産業であった製塩業や古くから発達した宗教施設や海運業がさらなる発展をとげ、その後の児島の基幹産業に発展する繊維産業も誕生する。
当時の先進地方であった上方を中心とする商人たちからもたらされた様々な文化や技術は、現在の児島を形づくるうえでの重要な基盤となった。現在では失われたものも多いが、建造物を始め、祭りや方言といった形で見ることができる。

### 先史
地域には先史時代の遺跡が数多く存在する。その量は小さな地域としてはまとまっているといえ、例えば瀬戸内海が陸地であった旧石器時代のものでは、西日本で最初期の発掘例である鷲羽山遺跡をはじめ、王子ヶ岳、竪場島、由加山、通生の宮の鼻など高地あるいは高台を中心に遺跡がみられる。
縄文時代に入ると瀬戸内海に水が入り淡水から汽水の状態になったと考えられ、やや数は少なくなるものの、北岸に貝塚が、南岸の鷲羽山や阿津からは土器や石器が発掘されている。
弥生時代の遺跡では、由加山などから銅鐸や銅剣などの青銅器が発掘されたほか、地域を特徴づける製塩土器が池尻（上の町）や仁伍（味野）などの遺跡から発掘されている。これらは、弥生時代の製塩遺跡としては西日本では最古の部類のものであり、弥生時代中期から後期にかけての瀬戸内海地域唯一の事例となっている。
製塩土器の出土では、古墳時代に入ってからも当地域の発掘量は飛び抜けて多く、工業用地として1960年代に埋め立てられる以前は児島でも最大級の砂浜であった塩生など、古墳とともに発掘される例も見られる。

### 古代～中世

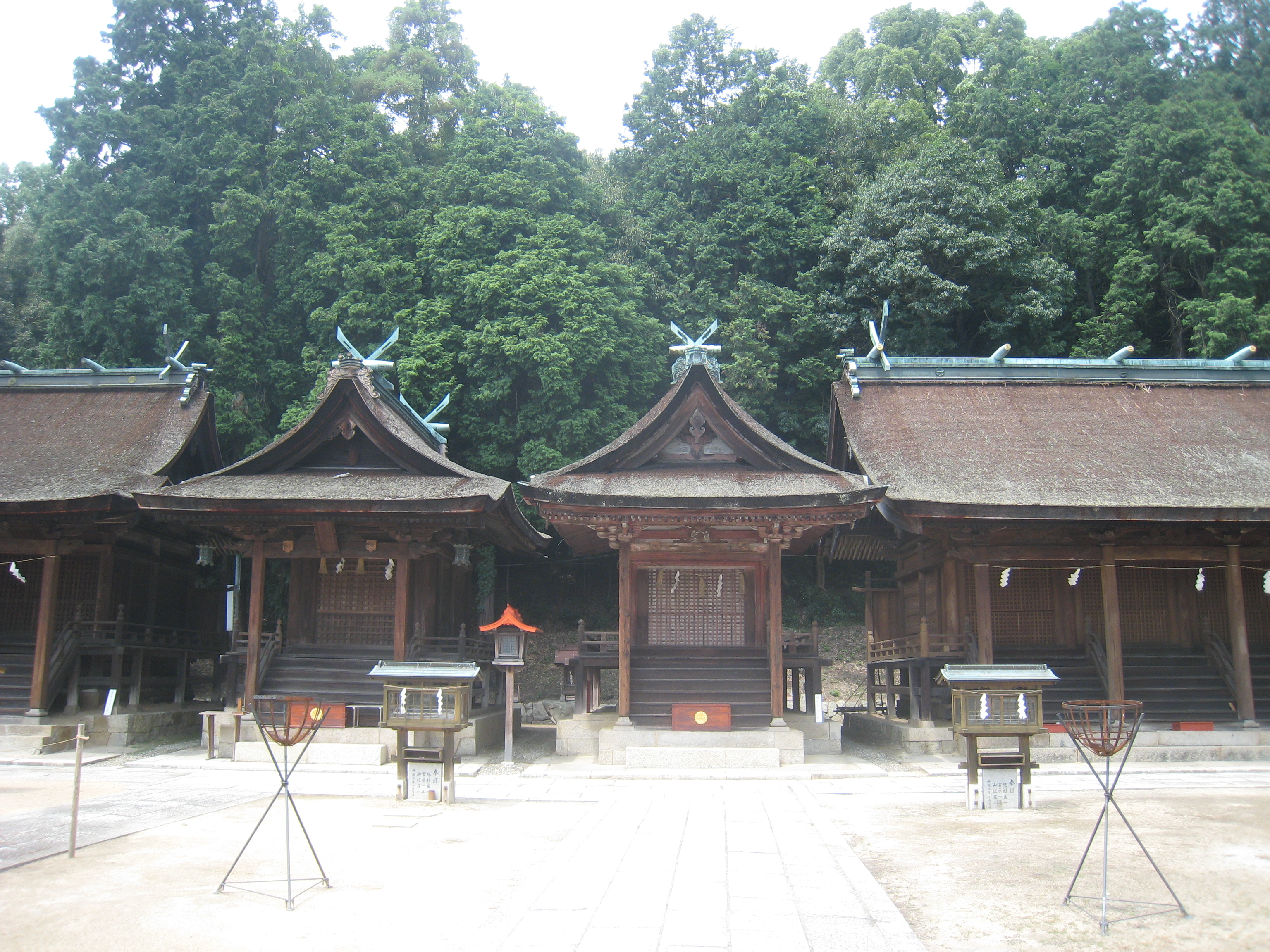
熊野神社本殿（重要文化財）

古代から中世にかけての島嶼時代は海路の要衝として交易や軍事のための船や人が往来していたと考えられ、島の南北に主要な航路を有する児島は戦略上も経済上も重要な場所であり、中海を舞台とした藤戸の戦いや南北朝期の福山合戦などが起こり、戦国時代に入り高松城水攻めでも南岸の下津井は海路の拠点となるなど歴史の転換点にしばしば登場し、諸勢力が手に入れようとしのぎを削った地でもあった。
古代の児島は、主要な航路であった児島北岸の中海に面した地域から開けたと考えられ、林を中心とする郷内は、同じく北岸に面する児島半島東部の郡（岡山市）とともに大和政権の設置した吉備児島の屯倉の比定地とされる。林には、条里制遺構をはじめ様々な遺構が存在し、中世に児島山伏の本拠地として強大な勢力を誇った熊野権現は、熊野神社 (倉敷市林)や五流尊瀧院として現在も残る。
林の熊野権現は一時期衰退するものの、承久の乱後に頼仁親王が配流されたことをきっかけに五流修験（児島五流）が再興され、地域最大の宗教勢力に成長するとともに、児島五流は社領とその権威を背景とした経済活動による財政基盤と併せて軍事力を蓄えていき、有力な武将が登場することのなかった倉敷地方の中で強大な勢力を誇ることになる。とはいうものの、台頭する武士勢力との抗争のなかで徐々に社領は荒らされ、秀吉の高松城水攻めへ加勢を要請された児島五流の山伏が参加を留保したなどもあって、戦国末期にはしだいにその勢力も衰えていった。
一方、南岸でも小規模ではあるがいくつかの遺構を見ることができる。琴浦地区の下の町には条里制の遺構が確認されており、周辺には後醍醐天皇の皇子宗良親王が元弘の乱後に讃岐へ流される途中立ち寄り祈願し寄進したものとされている銘建武3年(1336年)の木製狛犬が一対伝わる鴻八幡宮や、在銘の石塔では最古の部類に入る総願寺跡宝塔が存在する。また、現在の下津井や味野などを含む荘園（通生の荘）の拠点であったと考えられる通生（かよう）や長浜（下津井の旧称）が平安時代以降の文書に度々登場し、通生の港を見下ろす岬に立地する本荘八幡宮には室町時代初期の形式をのこす全国でも珍しい石造鳥居が現存する。そして中世初期には既に地域の主要な港湾として認識されつつあった下津井は、中海の航路としての機能の衰退にあわせるようにして中世中頃から徐々に海運の拠点としての重要性を高めていき、発展をはじめていた。また味野には、「味野古塩田」が江戸初期に池田家による慶長検地の際に確認されており、のちに続く広大な塩田開発の道備えとなった。

### 近世

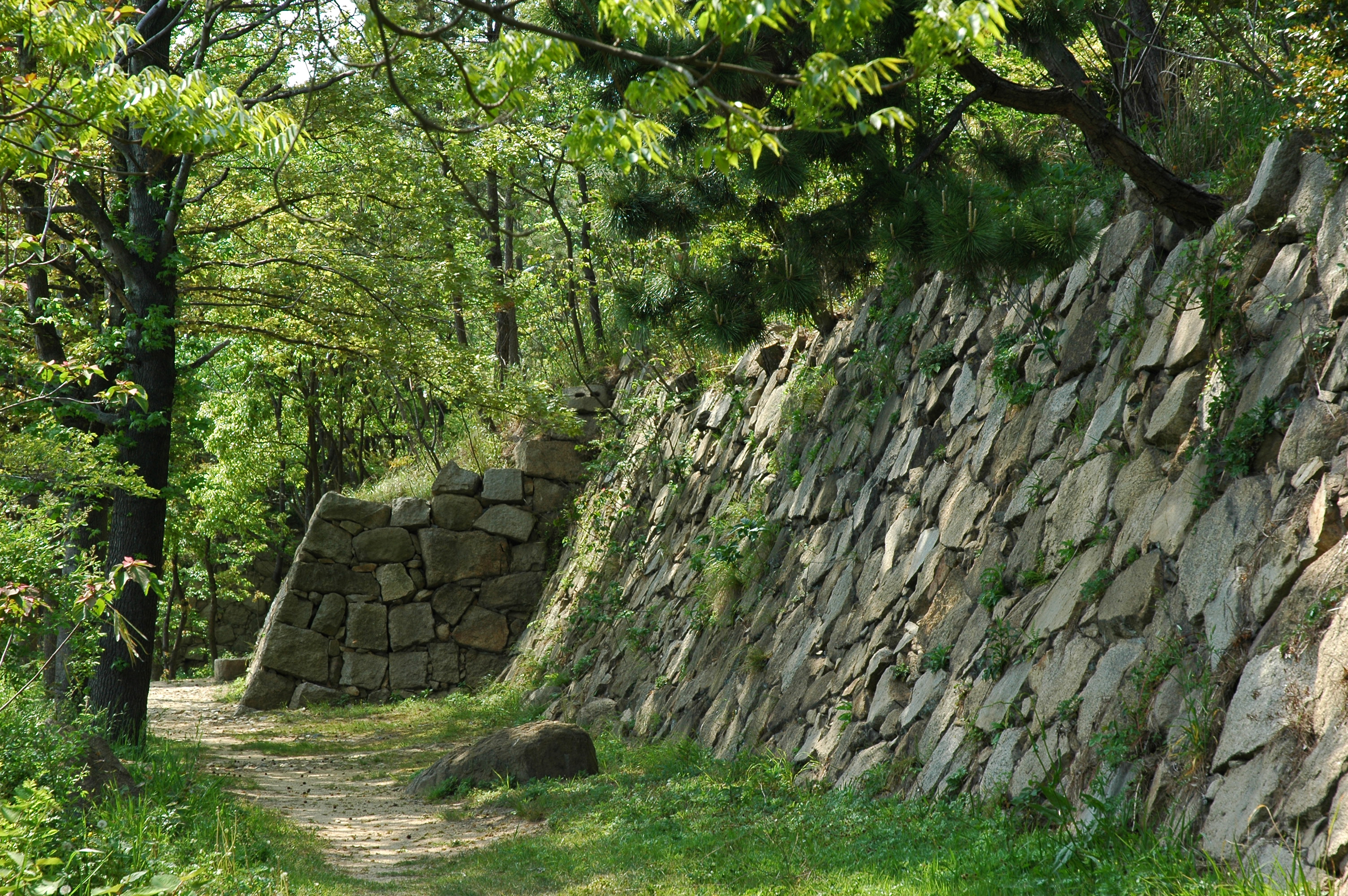
下津井城跡

近世には、中海の新田開発によって児島は陸続きになり、航路が完全に児島南岸（外海）へと移動した結果、下津井は急速に成長し、地域の物資の集散地としての地位を確立する。戦国末期には宇喜多氏により下津井城が築城され、江戸時代に入ってからも池田氏のもとで拡張されるなど一国一城例が発せられるまでの期間は城下町でもあり、北前船の西廻り航路が開設されると幹線航路の湊としてさらにその地位を高め、廻船業を始め問屋や酒屋、金融業が興るなど、さらなる資本の蓄積が進んだ。そのような流れの中で、周辺の地域でも江戸初期1656年には洲脇伝右衛門により、後代に進められる周辺の大規模な塩田開発の先鞭の地ともいえる阿津に塩浜（塩田）が開かれるなど、小規模ながら次第に開発されていった。
江戸時代中頃になると、当時流行していた金比羅詣りの旅人が立ち寄る港町として賑わい、すでに主要な港湾となっていた下津井の他にも、下村（現下の町）や田の口が四国への中継・渡海港となり開かれてき、岡山藩主池田家の庇護を受けていた瑜伽大権現（現蓮台寺・由加神社本宮）は、金比羅との両詣りを謳うことで金毘羅参りの参拝客を集め、門前町の由加には旅館や芝居小屋を有する門前町が開かれる。同時に、田の口と下村は由加山への参拝客を迎える港としても発展していき、元禄期に大規模に実施された児島北側に位置する児島湾の干拓地に大量に栽培された綿花の余剰生産物や金毘羅往来を行き来する旅人を媒体とする経済の影響で、それまでの主要産業であった製塩業に加えて織物業などの産業が田の口などに成立していった。
そのなかで、江戸後期には地域の主要な産業の一つに発展した織物業による足袋の販売を通した資金を元手に後の塩田王野﨑武左衛門により行われた塩田開発をきっかけとして、地域の塩田は急速に大規模化していく。塩田野﨑浜のお膝元であり、以降児島の中心地となっていく味野が台頭する。一方、田の口や上村、下村では塩田開発に加えて、萌芽し始めた小倉織りなどの織物産業は家内制手工業が見られるようになるなど成長をつづけ、藩によって取引所である会所も開設されるほどの集積が進んでいく。

### 近代～現代
明治から昭和前期にかけては、既に地域の主要産業となっていた製塩業とともに、江戸時代に既に集積が見られた織物・縫製業が近代化の中でさらに高度化され、田の口や上村、下村を中心として多数の企業が興隆した。1882年には全国的にも最初期、県下でも岡山紡績に次ぐ下村紡績所が、塩業で財を成した渾大防（高田）埃二らによって開業・操業される。その後、足袋の生産では大正時代には全国一の生産量を誇ったが、洋装化の流れの中で学生服へ品目を変え、その学生服でも1960年頃には全国シェア約70％に達するほど成長した。さらに1965年には日本で初めてジーンズの生産も手がけるようになり、現在では完成品メーカーの他に100社あまりの関連産業が集積するまでになっている。また近年では、オーダーメードのプレミアムジーンズのメーカーが拠点を構えていることでも知られる。2015年にはミシュラングリーンガイド・ジャポンに「日本のジーンズの都」として紹介されており、国際的な知名度も高まりつつある。

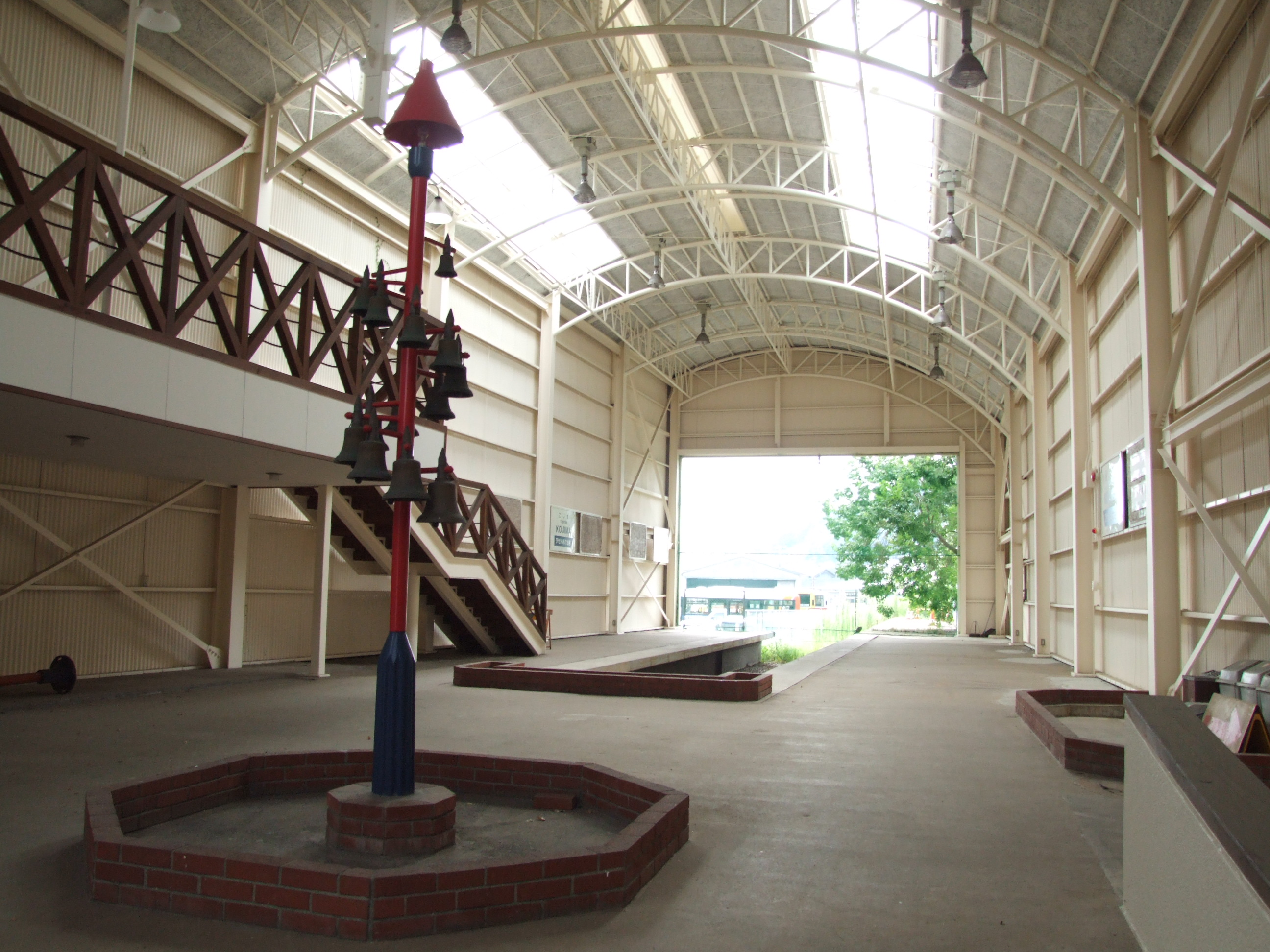
下津井電鉄児島駅跡

一方、児島の経済発展のもう一つの基盤となった製塩業は明治に入って以降も塩の専売制度の下で繁栄を続けるものの、1969年に製塩方式の変化のなかで廃止されることになり、一時代を築いた製塩業は以降イオン交換による工業製品として残るのみとなった。また、近世まで海運により繁栄を極めた下津井は、近代の動力船の登場により徐々にその地位を低下させ、地域で最大の人口を擁し、明治政府のもとでいち早く町制を敷いた下津井も次第に衰退していく。しかしながら、海運業などで資本を蓄えた者のなかからは他業種に投資・参入する者も現れ、下津井電鉄などの企業が生まれている。
このような地域経済の発展の下で、第2次世界大戦直後の1948年には味野町や下津井町の合併により児島市が誕生する。その後、1956年には隣接するかつての下村や田の口村などからなる琴浦町と合併し、さらに郷内村の編入を経て現在の児島地域と一致する児島市域が、一応、できあがった。
都市としての児島は、丘陵と海に限られて市街地がコンパクトであったことに加えて、上記のような繊維産業や製塩業などからの収益による財政基盤などを背景にインフラの整備は比較的早く進み、味野湾沿岸の阿津・赤崎・味野・小川・下の町・田の口は物理的にも経済的にも次第に一体化していった。人口・経済両面において最も発展したこの児島市時代には下水道が他地域と比べても早期に整備され、市民病院も設立されるなど、現在の都市基盤の多くが作られた。
児島市が最も拡張した時代と重なる1967年には、当時の三木知事のもとで岡山県南におきた岡山県南百万都市構想のあおりを受け、倉敷・玉島と合併し新設倉敷市が発足する。さらに、1988年には瀬戸大橋が開通し、同時に整備されたJR瀬戸大橋線には新たに児島、上の町、木見の3駅が設けられた。これにより下津井電鉄の廃止により途絶えていた岡山との鉄道交通が復活し、さらに高松をはじめとする四国各都市と直接連絡され、児島駅からは岡山駅まで約25分、高松へは約30分で結ばれるなど両都市の鉄道通勤圏としての一面を併せ持つことになった。

## 行政

### 歴代市長
特記なき場合『岡山県歴史人物事典』による。
- 初代 中塚元太郎（1948年5月1日〜1952年）
- 2代 中塚元太郎（1952年〜1956年3月31日）
- 3代 中村純雄（1956年5月16日〜1960年）
- 4代 中塚元太郎（1960年4月29日〜1964年）
- 5代 中塚元太郎（1964年〜1967年1月31日）

### 市域の変遷
児島市は明治11年（1878年）郡区町村編制法施行時の児島郡91村のうちの25村からなる。25村は町村制施行後に11村に集約された後、まず下津井村と吹上村が明治29年（1896年）に合併して下津井町となり、さらに昭和23年（1948年）4月1日には下津井町と味野町など3町1村が合併して児島市となった。さらに、琴浦町との合併や郷内村の編入を経た後、市制施行からほぼ20年後の昭和42年（1967年）2月1日に倉敷市（初代）・玉島市と合併し、新たな倉敷市（2代）となる。倉敷市役所児島支所の管轄区域は合併以前の市域を継承している。
略年表
- 1948年4月1日 - 児島郡味野町（味野・阿津・赤碕・菰池）・児島町（小川・柳田・稗田）・下津井町（下津井・吹上・田之浦・大畠）・本荘村（通生・塩生・宇野津）の3町1村が合併し児島市市制施行。
- 1956年4月1日 - 児島市と児島郡琴浦町（下の町・上の町・田の口・唐琴・由加・白尾）と新設合併。
- 1959年3月1日 - 児島郡郷内村（曽原・林・福江・串田・木見・尾原）を編入。（植松[注釈 1]を除く）
- 1967年2月1日 - 倉敷市（初代）・玉島市との新設合併により、新たな倉敷市（2代）の一部となる。

| 時代         | 明治22年6月1日-明治45年 (1889-1912) | 明治22年6月1日-明治45年 (1889-1912) | 明治22年6月1日-明治45年 (1889-1912) | 明治22年6月1日-明治45年 (1889-1912) | 明治22年6月1日-明治45年 (1889-1912) | 明治22年6月1日-明治45年 (1889-1912) | 大正 (1912-1926)       | 昭和1年-昭和20年9月1日 (1926-1945) | 昭和1年-昭和20年9月1日 (1926-1945) | 昭和1年-昭和20年9月1日 (1926-1945) | 昭和20年9月2日- (1945-) | 昭和20年9月2日- (1945-) | 昭和20年9月2日- (1945-) | 昭和20年9月2日- (1945-) | 昭和20年9月2日- (1945-) | 昭和20年9月2日- (1945-) | 昭和20年9月2日- (1945-) |
| ------------ | ----------------------------------- | ----------------------------------- | ----------------------------------- | ----------------------------------- | ----------------------------------- | ----------------------------------- | ---------------------- | ---------------------------------- | ---------------------------------- | ---------------------------------- | ----------------------- | ----------------------- | ----------------------- | ----------------------- | ----------------------- | ----------------------- | ----------------------- |
| 年           | 明治22年 （1889）                   | 明治29年 （1896）                   | 明治33年 （1900）                   | 明治36年 （1903）                   | 明治39年 （1906）                   | 明治40年 （1907）                   | 大正4年 （1915）       | 昭和3年 （1928）                   | 昭和10年 （1935）                  | 昭和16年 （1941）                  | 昭和23年 （1948）       | 昭和29年 （1954）       | 昭和29年 （1954）       | 昭和31年 （1956）       | 昭和34年 （1959）       | 昭和42年 （1967）       |                         |
| 通生村       | 本荘村                              | 本荘村                              | 本荘村                              | 本荘村                              | 本荘村                              | 本荘村                              | 本荘村                 | 本荘村                             | 本荘村                             | 本荘村                             | 1948年 4月1日 児島市    | 1948年 4月1日 児島市    | 1948年 4月1日 児島市    | 1956年 4月1日 児島市    | 1959年 3月1日 児島市    | 1967年 2月1日 倉敷市    |                         |
| 塩生村       | 本荘村                              | 本荘村                              | 本荘村                              | 本荘村                              | 本荘村                              | 本荘村                              | 本荘村                 | 本荘村                             | 本荘村                             | 本荘村                             | 1948年 4月1日 児島市    | 1948年 4月1日 児島市    | 1948年 4月1日 児島市    | 1956年 4月1日 児島市    | 1959年 3月1日 児島市    | 1967年 2月1日 倉敷市    |                         |
| 宇野津村     | 本荘村                              | 本荘村                              | 本荘村                              | 本荘村                              | 本荘村                              | 本荘村                              | 本荘村                 | 本荘村                             | 本荘村                             | 本荘村                             | 1948年 4月1日 児島市    | 1948年 4月1日 児島市    | 1948年 4月1日 児島市    | 1956年 4月1日 児島市    | 1959年 3月1日 児島市    | 1967年 2月1日 倉敷市    |                         |
| 下津井村     | 下津井村                            | 1896年 2月28日 下津井町             | 1900年2月1日 下津井町               | 1900年2月1日 下津井町               | 1900年2月1日 下津井町               | 1907年10月1日 下津井町              | 1907年10月1日 下津井町 | 1907年10月1日 下津井町             | 1907年10月1日 下津井町             | 1907年10月1日 下津井町             | 1948年 4月1日 児島市    | 1948年 4月1日 児島市    | 1948年 4月1日 児島市    | 1956年 4月1日 児島市    | 1959年 3月1日 児島市    | 1967年 2月1日 倉敷市    |                         |
| 吹上村       | 下津井村                            | 1896年 2月28日 下津井町             | 1900年2月1日 長浜村                 | 1900年2月1日 長浜村                 | 1900年2月1日 長浜村                 | 1907年10月1日 下津井町              | 1907年10月1日 下津井町 | 1907年10月1日 下津井町             | 1907年10月1日 下津井町             | 1907年10月1日 下津井町             | 1948年 4月1日 児島市    | 1948年 4月1日 児島市    | 1948年 4月1日 児島市    | 1956年 4月1日 児島市    | 1959年 3月1日 児島市    | 1967年 2月1日 倉敷市    |                         |
| 田ノ浦村     | 長浜村                              | 長浜村                              | 1900年2月1日 長浜村                 | 1900年2月1日 長浜村                 | 1900年2月1日 長浜村                 | 1907年10月1日 下津井町              | 1907年10月1日 下津井町 | 1907年10月1日 下津井町             | 1907年10月1日 下津井町             | 1907年10月1日 下津井町             | 1948年 4月1日 児島市    | 1948年 4月1日 児島市    | 1948年 4月1日 児島市    | 1956年 4月1日 児島市    | 1959年 3月1日 児島市    | 1967年 2月1日 倉敷市    |                         |
| 大畠村       | 長浜村                              | 長浜村                              | 1900年2月1日 長浜村                 | 1900年2月1日 長浜村                 | 1900年2月1日 長浜村                 | 1907年10月1日 下津井町              | 1907年10月1日 下津井町 | 1907年10月1日 下津井町             | 1907年10月1日 下津井町             | 1907年10月1日 下津井町             | 1948年 4月1日 児島市    | 1948年 4月1日 児島市    | 1948年 4月1日 児島市    | 1956年 4月1日 児島市    | 1959年 3月1日 児島市    | 1967年 2月1日 倉敷市    |                         |
| 赤崎村       | 赤崎村                              | 赤崎村                              | 赤崎村                              | 赤崎村                              | 赤崎村                              | 赤崎村                              | 赤崎村                 | 赤崎村                             | 1935年 1月1日 赤崎町               | 1941年 2月11日 味野町              | 1948年 4月1日 児島市    | 1948年 4月1日 児島市    | 1948年 4月1日 児島市    | 1956年 4月1日 児島市    | 1959年 3月1日 児島市    | 1967年 2月1日 倉敷市    |                         |
| 菰池村       | 赤崎村                              | 赤崎村                              | 赤崎村                              | 赤崎村                              | 赤崎村                              | 赤崎村                              | 赤崎村                 | 赤崎村                             | 1935年 1月1日 赤崎町               | 1941年 2月11日 味野町              | 1948年 4月1日 児島市    | 1948年 4月1日 児島市    | 1948年 4月1日 児島市    | 1956年 4月1日 児島市    | 1959年 3月1日 児島市    | 1967年 2月1日 倉敷市    |                         |
| 味野村       | 味野村                              | 味野村                              | 味野村                              | 味野村                              | 1906年3月28日 味野町                | 1906年3月28日 味野町                | 1906年3月28日 味野町   | 1906年3月28日 味野町               | 1906年3月28日 味野町               | 1941年 2月11日 味野町              | 1948年 4月1日 児島市    | 1948年 4月1日 児島市    | 1948年 4月1日 児島市    | 1956年 4月1日 児島市    | 1959年 3月1日 児島市    | 1967年 2月1日 倉敷市    |                         |
| 稗田村       | 小田村                              | 小田村                              | 小田村                              | 小田村                              | 小田村                              | 小田村                              | 小田村                 | 1928年11月1日 児島町               | 1928年11月1日 児島町               | 1928年11月1日 児島町               | 1948年 4月1日 児島市    | 1948年 4月1日 児島市    | 1948年 4月1日 児島市    | 1956年 4月1日 児島市    | 1959年 3月1日 児島市    | 1967年 2月1日 倉敷市    |                         |
| 柳田村       | 小田村                              | 小田村                              | 小田村                              | 小田村                              | 小田村                              | 小田村                              | 小田村                 | 1928年11月1日 児島町               | 1928年11月1日 児島町               | 1928年11月1日 児島町               | 1948年 4月1日 児島市    | 1948年 4月1日 児島市    | 1948年 4月1日 児島市    | 1956年 4月1日 児島市    | 1959年 3月1日 児島市    | 1967年 2月1日 倉敷市    |                         |
| 小川村       | 小田村                              | 小田村                              | 小田村                              | 小田村                              | 小田村                              | 小田村                              | 小田村                 | 1928年11月1日 児島町               | 1928年11月1日 児島町               | 1928年11月1日 児島町               | 1948年 4月1日 児島市    | 1948年 4月1日 児島市    | 1948年 4月1日 児島市    | 1956年 4月1日 児島市    | 1959年 3月1日 児島市    | 1967年 2月1日 倉敷市    |                         |
| 白尾村の一部 | 上加茂村                            | 上加茂村                            | 上加茂村                            | 1903年4月1日 荘内村                 | 1903年4月1日 荘内村                 | 1903年4月1日 荘内村                 | 1903年4月1日 荘内村    | 1903年4月1日 荘内村                | 1903年4月1日 荘内村                | 1903年4月1日 荘内村                | 1903年4月1日 荘内村     | 1954年 4月1日 玉野市    | 1954年 11月1日 琴浦町   | 1956年 4月1日 児島市    | 1959年 3月1日 児島市    | 1967年 2月1日 倉敷市    |                         |
| 下村         | 鴻村                                | 鴻村                                | 鴻村                                | 鴻村                                | 鴻村                                | 1907年 4月1日 琴浦村                | 1915年11月1日 琴浦町   | 1915年11月1日 琴浦町               | 1915年11月1日 琴浦町               | 1915年11月1日 琴浦町               | 1915年11月1日 琴浦町    | 1915年11月1日 琴浦町    | 1954年 11月1日 琴浦町   | 1956年 4月1日 児島市    | 1959年 3月1日 児島市    | 1967年 2月1日 倉敷市    |                         |
| 上村         | 鴻村                                | 鴻村                                | 鴻村                                | 鴻村                                | 鴻村                                | 1907年 4月1日 琴浦村                | 1915年11月1日 琴浦町   | 1915年11月1日 琴浦町               | 1915年11月1日 琴浦町               | 1915年11月1日 琴浦町               | 1915年11月1日 琴浦町    | 1915年11月1日 琴浦町    | 1954年 11月1日 琴浦町   | 1956年 4月1日 児島市    | 1959年 3月1日 児島市    | 1967年 2月1日 倉敷市    |                         |
| 田ノ口村     | 田ノ口村                            | 田ノ口村                            | 田ノ口村                            | 田ノ口村                            | 1906年 4月1日 田ノ口村              | 1907年 4月1日 琴浦村                | 1915年11月1日 琴浦町   | 1915年11月1日 琴浦町               | 1915年11月1日 琴浦町               | 1915年11月1日 琴浦町               | 1915年11月1日 琴浦町    | 1915年11月1日 琴浦町    | 1954年 11月1日 琴浦町   | 1956年 4月1日 児島市    | 1959年 3月1日 児島市    | 1967年 2月1日 倉敷市    |                         |
| 引網村       | 田ノ口村                            | 田ノ口村                            | 田ノ口村                            | 田ノ口村                            | 1906年 4月1日 田ノ口村              | 1907年 4月1日 琴浦村                | 1915年11月1日 琴浦町   | 1915年11月1日 琴浦町               | 1915年11月1日 琴浦町               | 1915年11月1日 琴浦町               | 1915年11月1日 琴浦町    | 1915年11月1日 琴浦町    | 1954年 11月1日 琴浦町   | 1956年 4月1日 児島市    | 1959年 3月1日 児島市    | 1967年 2月1日 倉敷市    |                         |
| 山村         | 木見村                              | 木見村                              | 木見村                              | 木見村                              | 1906年 4月1日 田ノ口村              | 1907年 4月1日 琴浦村                | 1915年11月1日 琴浦町   | 1915年11月1日 琴浦町               | 1915年11月1日 琴浦町               | 1915年11月1日 琴浦町               | 1915年11月1日 琴浦町    | 1915年11月1日 琴浦町    | 1954年 11月1日 琴浦町   | 1956年 4月1日 児島市    | 1959年 3月1日 児島市    | 1967年 2月1日 倉敷市    |                         |
| 尾原村       | 木見村                              | 木見村                              | 木見村                              | 木見村                              | 1906年4月1日 郷内村                 | 1906年4月1日 郷内村                 | 1906年4月1日 郷内村    | 1906年4月1日 郷内村                | 1906年4月1日 郷内村                | 1906年4月1日 郷内村                | 1906年4月1日 郷内村     | 1906年4月1日 郷内村     | 1906年4月1日 郷内村     | 1906年4月1日 郷内村     | 1959年 3月1日 児島市    | 1967年 2月1日 倉敷市    |                         |
| 木見村       | 木見村                              | 木見村                              | 木見村                              | 木見村                              | 1906年4月1日 郷内村                 | 1906年4月1日 郷内村                 | 1906年4月1日 郷内村    | 1906年4月1日 郷内村                | 1906年4月1日 郷内村                | 1906年4月1日 郷内村                | 1906年4月1日 郷内村     | 1906年4月1日 郷内村     | 1906年4月1日 郷内村     | 1906年4月1日 郷内村     | 1959年 3月1日 児島市    | 1967年 2月1日 倉敷市    |                         |
| 林村         | 福岡村                              | 福岡村                              | 福岡村                              | 福岡村                              | 1906年4月1日 郷内村                 | 1906年4月1日 郷内村                 | 1906年4月1日 郷内村    | 1906年4月1日 郷内村                | 1906年4月1日 郷内村                | 1906年4月1日 郷内村                | 1906年4月1日 郷内村     | 1906年4月1日 郷内村     | 1906年4月1日 郷内村     | 1906年4月1日 郷内村     | 1959年 3月1日 児島市    | 1967年 2月1日 倉敷市    |                         |
| 福江村       | 福岡村                              | 福岡村                              | 福岡村                              | 福岡村                              | 1906年4月1日 郷内村                 | 1906年4月1日 郷内村                 | 1906年4月1日 郷内村    | 1906年4月1日 郷内村                | 1906年4月1日 郷内村                | 1906年4月1日 郷内村                | 1906年4月1日 郷内村     | 1906年4月1日 郷内村     | 1906年4月1日 郷内村     | 1906年4月1日 郷内村     | 1959年 3月1日 児島市    | 1967年 2月1日 倉敷市    |                         |
| 曽原村       | 福岡村                              | 福岡村                              | 福岡村                              | 福岡村                              | 1906年4月1日 郷内村                 | 1906年4月1日 郷内村                 | 1906年4月1日 郷内村    | 1906年4月1日 郷内村                | 1906年4月1日 郷内村                | 1906年4月1日 郷内村                | 1906年4月1日 郷内村     | 1906年4月1日 郷内村     | 1906年4月1日 郷内村     | 1906年4月1日 郷内村     | 1959年 3月1日 児島市    | 1967年 2月1日 倉敷市    |                         |
| 串田村       | 福岡村                              | 福岡村                              | 福岡村                              | 福岡村                              | 1906年4月1日 郷内村                 | 1906年4月1日 郷内村                 | 1906年4月1日 郷内村    | 1906年4月1日 郷内村                | 1906年4月1日 郷内村                | 1906年4月1日 郷内村                | 1906年4月1日 郷内村     | 1906年4月1日 郷内村     | 1906年4月1日 郷内村     | 1906年4月1日 郷内村     | 1959年 3月1日 児島市    | 1967年 2月1日 倉敷市    |                         |